# Crimini contro la pace
In diritto internazionale, i crimini contro la pace sono atti e fatti compiuti da uno o più stati con lo scopo di scatenare eventi bellici, o colpevolmente non evitando che un siffatto esito possa derivarne. 

## Storia
Il concetto di crimine contro la pace, più precisamente di "crimini contro la pace e la sicurezza dell'umanità", fu definito dall'accordo di Londra dell'8 agosto 1945 per i tribunali militari internazionali di Norimberga e Tokyo istituiti dopo la seconda guerra mondiale. Secondo questi accordi, tale crimine è definito come "la direzione, la preparazione, l'inizio o la continuazione di una guerra di aggressione, o di una guerra in violazione di trattati, assicurazioni o accordi internazionali, o la partecipazione a una guerra di aggressione, nonché il piano concertato o la cospirazione per compiere uno qualsiasi degli atti che precedono”. Il perseguimento di persone per questo tipo di reato riguarda solo i massimi dirigenti di uno Stato e gli altissimi ufficiali militari.
Da allora questa nozione è stata sostituita da quella di crimine di aggressione, che ne è in realtà una specificazione.

## Tipologia
Possono consistere in diverse tipologie di atti, riconducibili in modo sintetico a qualsiasi forma di preparazione o coordinamento di azioni belliche, ovvero dichiarazioni di guerra non giustificate. Si possono ricondurre alla definizione anche atti ostili che integrano la definizione di intervento e le violazioni volontarie delle clausole previste nei trattati di pace in corso.
Si fanno talora rientrare nella medesima definizione anche, ad esempio ma non solo, violazioni volontarie dei trattati internazionali che regolano i diritti umani durante le azioni belliche, come i trattati sui prigionieri di guerra, lo scatenamento di guerre palesemente ingiustificate o comunque partecipazioni a piani e complotti atti a svolgere una delle azioni precedentemente citate.